# Inchcleraun
Inchcleraun är en ö i republiken Irland.   Den ligger i grevskapet An Longfort och provinsen Leinster, i den centrala delen av landet, 120 km väster om huvudstaden Dublin.